# Amédée Piette
Pour les articles homonymes, voir Piette.
Amédée Piette, né à Vervins le 25 juin 1808 et mort à Soissons le 1er mai 1883, est un historien, archéologue et dessinateur français. Il a laissé des travaux historiques considérables sur le département de l'Aisne.

## Biographie
Né en 1808, fils d’un contrôleur des contributions directes fixés à Vervins, il embrasse la même carrière que son père et exerce à Saint-Quentin puis à Château-Thierry et à Laon.
Ses tournées professionnelles lui valent une bonne connaissance du terrain qu’il fixe par le dessin. Passionné par l’histoire et l’archéologie, membre dès 1837 de la Société académique de Saint-Quentin, il est nommé en 1841 membre de la Commission des antiquités départementales chargée de recenser et de sauvegarder le patrimoine architectural de l’Aisne.
Il collabore à la revue La Thiérache, supplément du Journal de Vervins publié par ses amis les frères Fernand et Léandre Papillon, et participe en 1851 à la création de la Société académique de Laon, dont il devient président en 1867, l’année où, faisant valoir ses droits à la retraite, il s’installe à Soissons.
Il consacre les dix dernières années de sa vie à ses travaux archéologiques et historiques. Ses notes de travail, dessins et documents divers forment une mine incomparable sur la quasi-totalité des communes et des cantons du département. Ces documents constituent le Fonds Amédée Piette, aux Archives départementales de l'Aisne.
Il laisse également à sa mort (en 1883, âgé de 74 ans) une bibliothèque de plus de 300 volumes spécialisés, léguée à sa ville natale.